# سيدريك غونسالفيس
سيدريك غونسالفيس (بالفرنسية: Cédric Gonçalves)‏ (6 أغسطس 1993 في فرنسا - ) هو لاعب كرة قدم فرنسي في مركز الوسط. لعب مع نادي كليرمونت 63.

## وصلات خارجية
- سيدريك غونسالفيس على موقع رابطة كرة القدم الفرنسية للمحترفين (الإنجليزية)
- سيدريك غونسالفيس على موقع قاعدة بيانات كرة القدم.إي يو (الإنجليزية)
- سيدريك غونسالفيس على موقع Soccerway.com (الإنجليزية)